# Hjärnhinna

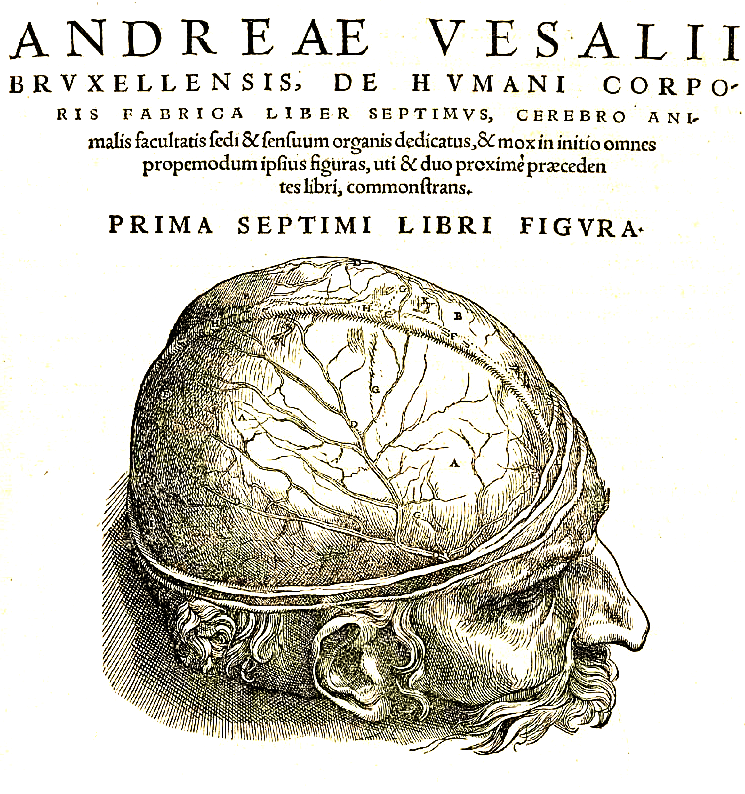
Avbildning av blottlagd dura mater. Andreas Vesalius (1543)

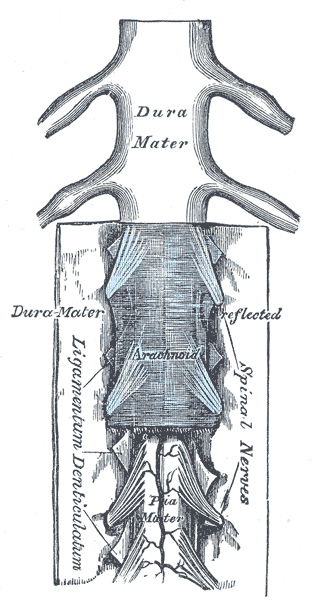
Ryggmärgen och dess tre hinnor. Araknoidea i blått.
Illustration: Gray’s Anatomy, 1918. (PD)

Hjärnan och ryggmärgen omges av tre tunna hinnor (meninges, singular: meninx).

## Hårda hjärnhinnan
Hårda hjärnhinnan eller dura mater, även kallad pakymeninx, är den yttersta av hjärnans tre hjärnhinnor och sitter fast i kraniet, och följer till skillnad från pia mater inte hjärnans vindlingar. Dura mater är rik på blodkärl och bildar de venösa hålrummen varigenom cerebrospinalvätska går ut i blodet. Termen subdural betyder under dura mater.

### Subduralrummet
Subduralrummet är det utrymme som avgränsas av hårda hjärnhinnan och spindelvävshinnan.

## Spindelvävshinnan
Spindelvävshinnan, även kallad araknoidea eller arachnoidea, är den mellersta hjärnhinnan, belägen mellan pia mater och dura mater.
Arachnoidean är ursprung för meningeom, en godartad extracerebral tumör.

### Subaraknoidala utrymmet
Mellan spindelvävshinnan och den mjuka hjärnhinnan finns det subaraknoidala utrymmet, som är kontinuerligt med hjärnans ventrikelsystem. Detta utrymme innehåller alltså cerebrospinalvätska som produceras inne i hjärnans ventriklar. Cerebrospinalvätskan lämnar det subaraknoidala utrymmet genom utskott från araknoidea (s.k. araknoidalvilli) till venösa hålrum i skallen. Från de venösa hålrummen lämnar blodet hjärnan via vener.
Hjärnans stora artärer ligger i det subaraknoidala rummet. En blödning från dessa artärer beror oftast på en försvagning på artären, så kallat bråck. Man får då en subaraknoidal blödning. En blödning i det subaraknoidala rummet kan även uppstå efter trauma mot huvudet, kallas då en traumatisk subaraknoidal blödning.

## Mjuka hjärnhinnan
Mjuka hjärnhinnan eller pia mater, även kallad trogna hjärnhinnan, är den innersta av de tre hinnorna. Till skillnad från den hårda hjärnhinnan följer pia mater hjärnans vindlingar. Pia mater består av bindväv och är rik på blodkärl.

## Illustrationer

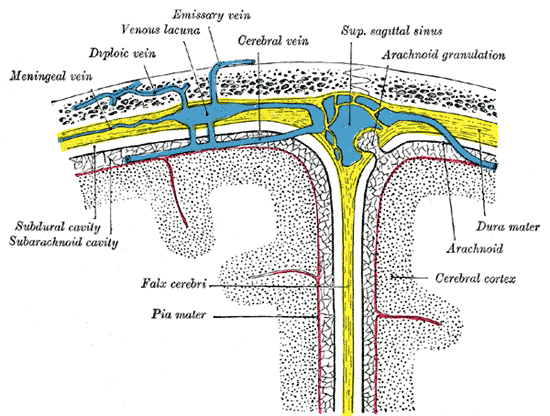
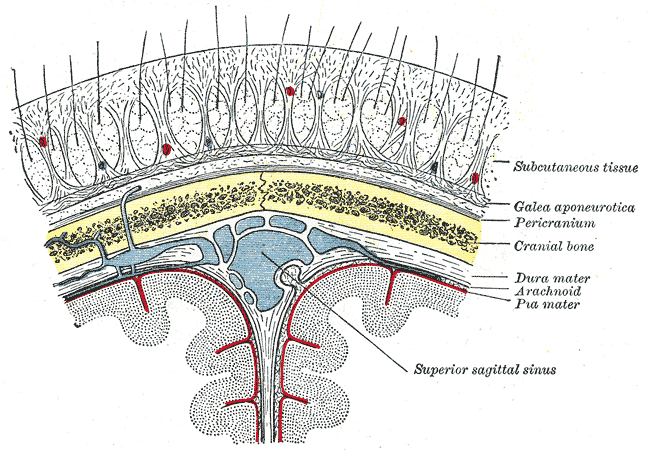
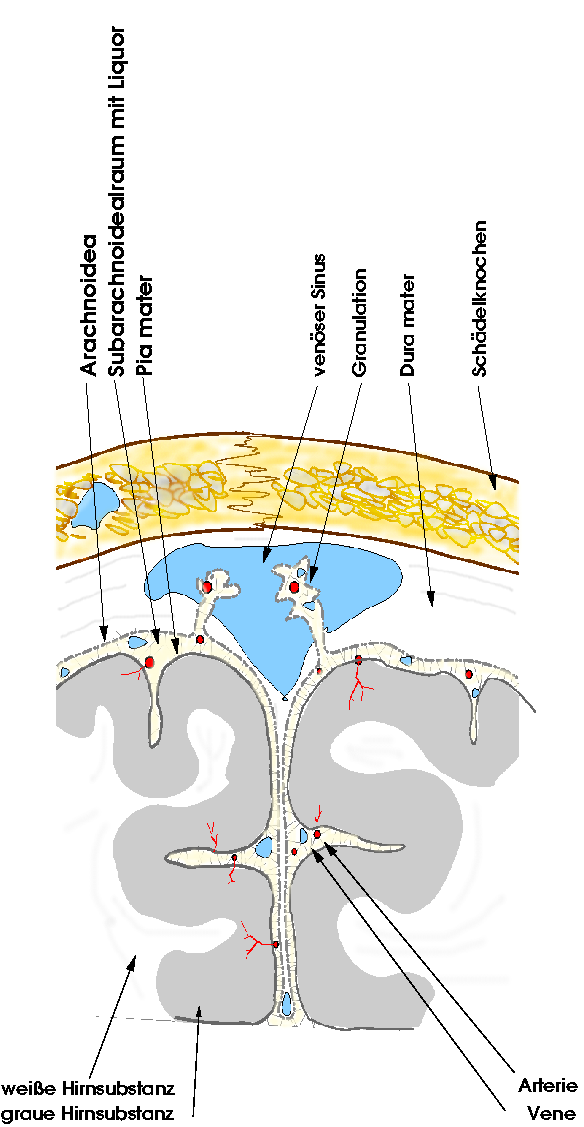

## Källhänvisningar
1. ↑  ”subduralrummet”. Nationalencyklopedin. NE Nationalencyklopedin AB. http://www.ne.se/subduralrummet. Läst 11 april 2014.